# Avinguda Tibidabo (métro de Barcelone)
Avinguda Tibidabo est une station de la ligne 7 du métro de Barcelone, dont elle constitue le terminus.

## Situation sur le réseau
La station se situe sous la rue de Balmes (Carrer de Balmes), sur le territoire de la commune de Barcelone, dans le district de Sarrià-Sant Gervasi. Elle se situe après la station El Putxet, sur un tronçon de la ligne Barcelone - Vallès des Chemins de fer de la généralité de Catalogne (FGC) dont elle constitue la dernière station.

## Histoire
La gare ouvre au public en 1954, à l'occasion du prolongement de la ligne Barcelone - Vallès depuis Gràcia.

## Services aux voyageurs

### Accès et accueil
La station dispose d'une voie centrale et deux quais latéraux.